# Gleiszellen-Gleishorbach

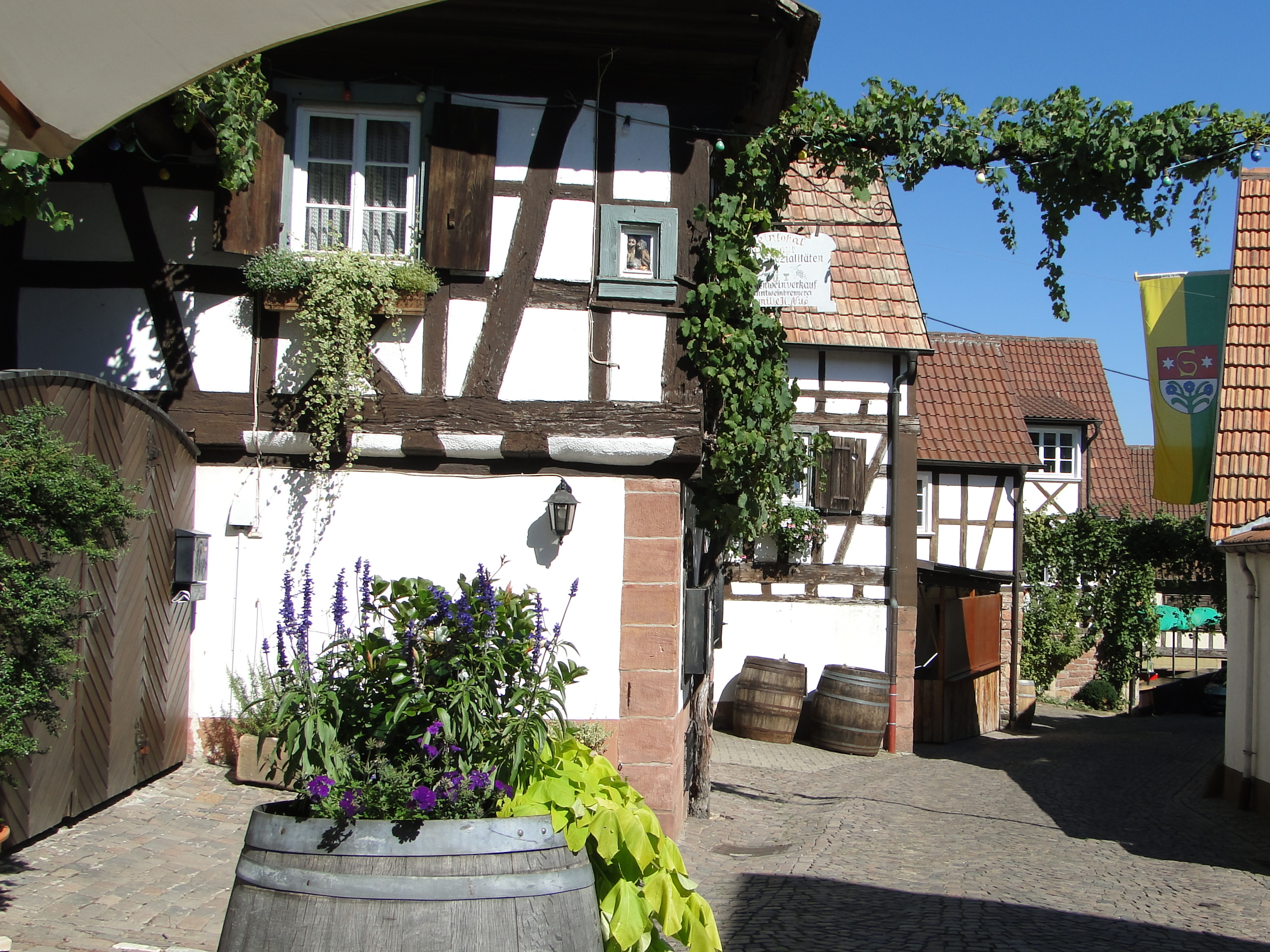
Winzergasse in Gleiszellen

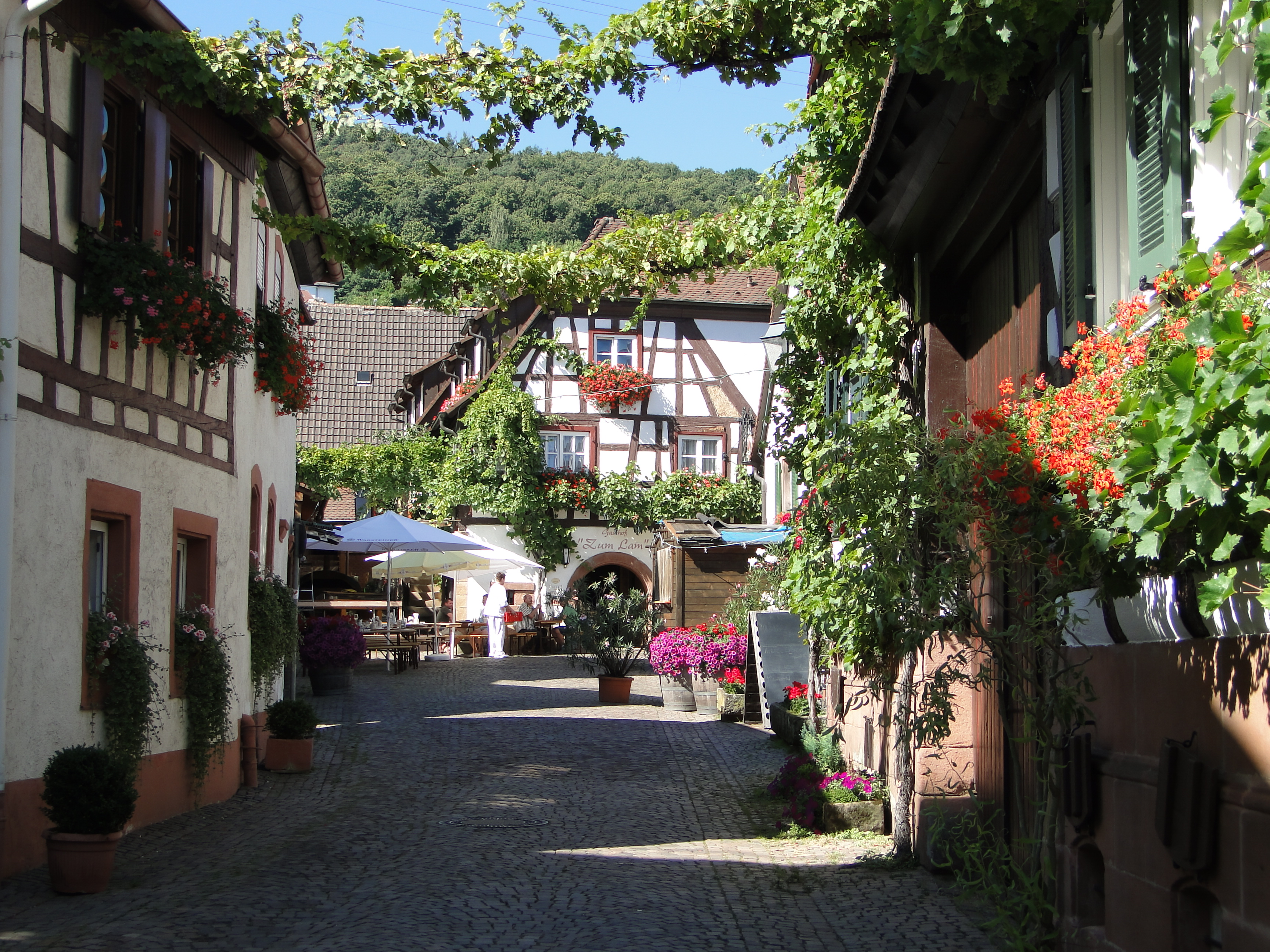
Gasthaus „Zum Lam̅“ in der Winzergasse

Gleiszellen-Gleishorbach ist eine Ortsgemeinde im Landkreis Südliche Weinstraße in Rheinland-Pfalz. Sie gehört der Verbandsgemeinde Bad Bergzabern an, innerhalb derer sie gemessen an der Einwohnerzahl die neuntgrößte Ortsgemeinde darstellt.

## Geographie

### Lage
Die Gemeinde liegt in der Region Weinstraße am östlichen Rand des Wasgaus, der vom Südteil des Pfälzerwaldes gebildet wird. Sie besteht aus den Ortsteilen Gleiszellen im Norden und Gleishorbach im Süden; baulich sind beide inzwischen fast zusammengewachsen. Zur Gemeinde gehört neben den beiden Ortsteilen zusätzlich der Wohnplatz Villa Bender, der sich im Südosten der Gemarkung befindet. Nachbargemeinden sind – im Uhrzeigersinn – Klingenmünster, Heuchelheim-Klingen, Pleisweiler-Oberhofen, Bad Bergzabern und Silz. Auf dem Gebiet der Gemeinde befinden sich zudem die Naturschutzgebiete Haardtrand – Wolfsteig, Haardtrand – Lehnsberg und Haardtrand – Am Klingbach.

### Erhebungen und Gewässer
Markante Erhebungen auf der Gemarkung der Gemeinde sind der Röhlberg (448 m), der Spitzenberg (413 m) und das Steinköpfchen (388 m). Durch die Gemeinde fließt in West-Ost-Richtung der Horbach. Vor Ort mündet von links in diesen der Brühlgraben. Im Westen der Gemarkung mitten im Pfälzerwald befindet sich der Sauhäuselbrunnen, der als Naturdenkmal eingestuft ist.

## Geschichte
1136 folgte die erste urkundliche Erwähnung von Gleiszellen als „Glizencella“, 1304 die erste von Gleishorbach als „Horbach“. Der Ortsname Gleiszellen deutet auf einen Zusammenhang mit dem Kloster Blidenfeld hin. Ausgrabungen belegen, dass oberhalb des Ortes, am Kirchberg, eine „Filiale“ des Klosters gestanden hat.
Ab Ende des 18. Jahrhunderts waren beide Orte Teil der Französischen Republik, anschließend bis 1815 Teil des Napoleonischen Kaiserreichs, und in den Kanton Bergzabern im Departement des Niederrheins eingegliedert. 1815 wurden sie Österreich zugeschlagen. Bereits ein Jahr später wechselten sie wie die gesamte Pfalz in das Königreich Bayern. Von 1818 bis 1862 gehörten „Gleis-Horbach und Gleis-Zellen“ dem Landkommissariat Bergzabern an; aus diesem ging das Bezirksamt Bergzabern hervor.
1939 wurde Gleiszellen-Gleishorbach in den Landkreis Bergzabern eingegliedert. Nach dem Zweiten Weltkrieg wurde die Gemeinde innerhalb der französischen Besatzungszone Teil des damals neu gebildeten Landes Rheinland-Pfalz. Im Zuge der ersten rheinland-pfälzischen Verwaltungsreform wechselte der Ort am 7. Juni 1969 in den neu geschaffenen Landkreis Landau-Bad Bergzabern, der 1978 in Landkreis Südliche Weinstraße umbenannt wurde. 1972 wurde Gleiszellen-Gleishorbach der ebenfalls neu gebildeten Verbandsgemeinde Bad Bergzabern zugeordnet.

## Religion
Ende des Jahres 2013 waren 42,3 Prozent der Einwohner evangelisch und 35,9 Prozent katholisch. Die übrigen gehörten einer anderen Religion an oder waren konfessionslos. Im Ort befindet sich die 1748 erbaute katholische St.-Dionysius-Kirche.

## Politik

### Gemeinderat
Der Gemeinderat in Gleiszellen-Gleishorbach besteht aus zwölf Ratsmitgliedern, die bei der Kommunalwahl am 9. Juni 2024 in einer personalisierten Verhältniswahl gewählt wurden, und dem ehrenamtlichen Ortsbürgermeister als Vorsitzendem.
Die Sitzverteilung im Gemeinderat:
| Wahl | SPD | CDU | FWG | WGR 1 | WGR 2 | Gesamt   |
| ---- | --- | --- | --- | ----- | ----- | -------- |
| 2024 | 5   | 4   | 3   | –     | –     | 12 Sitze |
| 2019 | 5   | 5   | 2   | –     | –     | 12 Sitze |
| 2014 | 4   | 4   | 1   | 3     | –     | 12 Sitze |
| 2009 | 4   | 4   | 2   | 1     | 1     | 12 Sitze |
| 2004 | 3   | 4   | 3   | 2     | –     | 12 Sitze |

### Bürgermeister
Johann Kumpfmüller wurde am 1. Februar 2022 Ortsbürgermeister von Gleiszellen-Gleishorbach. Da für eine am 6. März 2022 geplante Direktwahl kein gültiger Wahlvorschlag eingereicht wurde, oblag die Neuwahl des Bürgermeisters, die aufgrund der angekündigten Amtsniederlegung des bisherigen Amtsinhabers notwendig wurde, dem Rat. Dieser entschied sich auf seiner Sitzung am 27. Januar für Kumpfmüller. Bei der Direktwahl am 9. Juni 2024 setzte sich Johann Kumpfmüller als Kandidat ohne Parteizugehörigkeit mit 63,5 % der Stimmen gegen eine weitere Bewerberin durch und wurde damit bis 2029 wieder zum Ortsbürgermeister gewählt.
Kumpfmüllers Vorgänger Klaus-Peter Gittler (CDU) hatte das Amt am 1. Juli 2019 angetreten. Bei der Direktwahl am 26. Mai 2019 war er mit 85,58 Prozent der Stimmen für fünf Jahre gewählt worden. Aus gesundheitlichen Gründen legte er das Amt jedoch vorzeitig zum 31. Januar 2022 nieder. Gittlers Vorgänger waren Karl-Heinz Wegmann (CDU), der das Amt in den Jahren 2004 bis 2009, und dann wieder ab 2014 ausübte, sowie in der dazwischen liegenden Wahlperiode Sven-Erik Ball. Von 1974 bis 2004 war Heinz Wissing (FWG) Ortsbürgermeister.

### Wappen
| Wappen von Gleiszellen-Gleishorbach | Blasonierung: „Von Rot und Silber geteilt, oben zwischen zwei sechsstrahligen silbernen Sternen ein sowohl einem S als auch einem G gleichendes goldenes Zeichen, unten drei blaue Blumen mit goldenen Butzen an grünem Stiel.“ |
| Wappen von Gleiszellen-Gleishorbach | Wappenbegründung: Es wurde 1982 von der Bezirksregierung Neustadt genehmigt und geht zurück auf ein Gerichtssiegel aus dem Jahr 1596.                                                                                           |

## Kultur

### Denkmäler

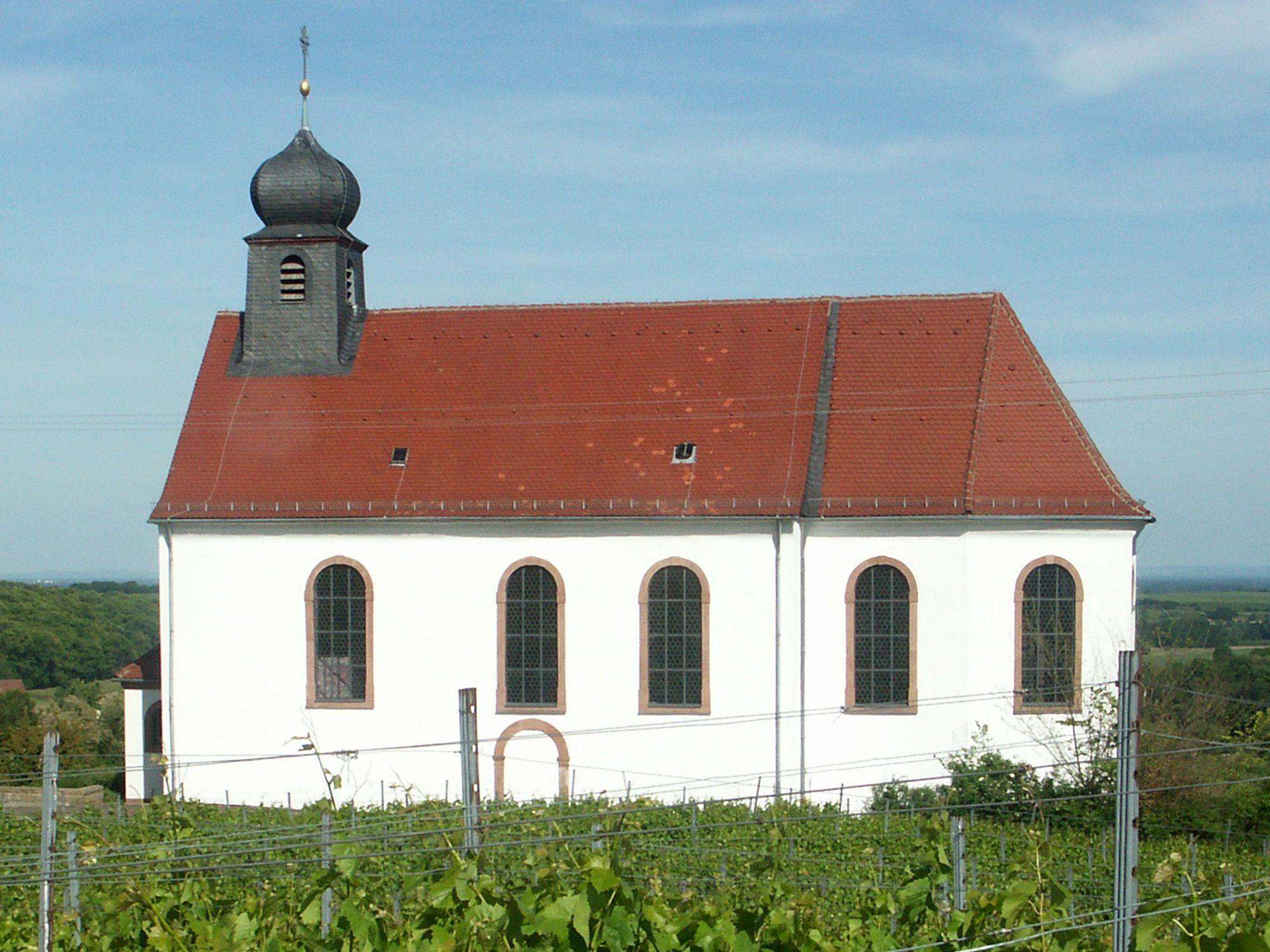
Gleiszellen, südlich des Ortes: Katholische Kirche St. Dionysius

Die Ortskerne von Gleiszellen und Gleishorbach sowie der Veteranenfriedhof sind als Denkmalzonen ausgewiesen; hinzu kommen 19 Einzelobjekte, die unter Denkmalschutz stehen.

### Veranstaltungen
In Gleiszellen-Gleishorbach findet das Große Blütenfest statt.

## Wirtschaft und Infrastruktur

### Wirtschaft
Gleiszellen-Gleishorbach ist ein Winzerort und als solcher Teil des Weinanbaugebiets Pfalz. Vor Ort existieren die Einzellagen Frühmess (124 ha). und Kirchberg (97,5 ha). Beide Lagen gehören zur Großlage Kloster Liebfrauenberg. Der Ort ist vor allem eine Hochburg des Muskatelleranbaus in Deutschland. Etwa 12 Hektar Gelber Muskateller, dies entspricht etwa 7 % der mit Muskateller bestockten deutschen Rebfläche, konzentrieren sich auf den Lagen der Gemeinde. Aus diesem Grund wurde 2007 auch ein entsprechender Muskateller-Rundwanderweg eingerichtet, der südlich des Ortes an der dem Dionysius von Paris geweihten katholischen Kirche beginnt.
Die Gastronomie Gleiszellens und die traditionellen Weinfeste in der Winzergasse sind ein bedeutender Tourismus- und Wirtschaftsfaktor.

### Verkehr
Die Deutsche Weinstraße, die in diesem Bereich mit der Bundesstraße 48 identisch ist, verläuft östlich der Bebauung. Gleiszellen-Gleishorbach ist über die Buslinie 540 im Verkehrsverbund Rhein-Neckar an das Nahverkehrsnetz angeschlossen. Nächstgelegener Bahnhof ist der derjenige in Bad Bergzabern.
Die Gemeinde liegt zudem am Radweg Deutsche Weinstraße und am Pfälzer Mandelpfad.

## Persönlichkeiten
- Friedrich Jossé (1897–1994), der Maler lebte lange im Ort und hat viele Aquarelle von der Südl. Weinstraße hinterlassen.
- Hans Kindermann (1911–1997), Bildhauer, starb vor Ort.